# Viva RaiPlay!
Viva RaiPlay! è stato un programma televisivo italiano di genere varietà, ideato e condotto da Fiorello, in onda dal 4 novembre al 20 dicembre 2019. 
Il programma era stato concepito per essere distribuito esclusivamente in modalità on demand sulla piattaforma RaiPlay, tuttavia venne parzialmente replicato anche sulla TV lineare.

## Il programma
Il programma è un varietà e segna il ritorno di Fiorello in Rai dopo 8 anni di assenza (l'ultimo show condotto dallo stesso sulla Rai, infatti, è stato Il più grande spettacolo dopo il weekend, andato in onda nel 2011) e va in onda dagli studi di Via Asiago, 10, sede storica delle reti radiofoniche Rai.
È trasmesso in anteprima su Rai 1 e RaiPlay dal 4 all'8 novembre 2019; tali anteprime, trasmesse nell'access prime time, hanno una durata variabile tra i 15 e i 20 minuti. Dal 13 novembre al 20 dicembre 2019 è disponibile esclusivamente su RaiPlay ogni mercoledì, giovedì e venerdì per una durata di 50 minuti circa e un totale di 18 puntate. Il sabato e la domenica va in onda su Rai Radio 2 Viva RaiPlay! alla Radio alle ore 11:00 mentre su Rai 1 viene proposto alle 20.30 Mini Viva RaiPlay!, un "best of" della settimana condotto dal pupazzo di Vincenzo Mollica.
Insieme a lui nel cast sono presenti il musicista Enrico Cremonesi, il rapper Danti, i Gemelli di Guidonia, Vincenzo Mollica (in realtà è un pupazzo con le sue fattezze, al quale egli stesso presta la voce), il corpo di ballo Urban Theory e l'attore Phaim Bhuiyan. In alcune puntate del venerdì, inoltre, Fabio Rovazzi irrompe durante il programma con Interrompo RaiPlay. Ha collaborato alla trasmissione come consulente musicale il maestro Eric Buffat.
Il giovedì, invece, è la volta delle cosiddette serie fallate, ovvero serie fittizie che a causa di un finale imprevisto durano pochi secondi e che hanno come protagonisti Simone Montedoro e Levante (sostituita nelle ultime due puntate da Paola Minaccioni).
Lo show non ha una sigla fissa: ne viene utilizzata una diversa ogni sera proveniente da un programma Rai, con accanto un riquadro con scritto Salta sigla (in riferimento alle funzioni introdotte su RaiPlay già dalla settimana precedente).
Dal 13 novembre al 20 dicembre, il mercoledì, il giovedì e il venerdì mattina, viene pubblicata su RaiPlay VivaAsiago10!, un'anteprima web di 20 minuti in onda da un container trasparente (definito "acquario"), costruito per l'occasione all'esterno della sede Rai di via Asiago, ispirato al format di Edicola Fiore e a sua volta ripreso per Viva Rai2! dal 2022.
Dal 21 novembre 2019 il programma è visibile anche su Rai Italia.
Il programma viene riproposto in replica dal 21 marzo al 4 aprile 2020 in prima serata su Rai 1, per tre puntate al sabato sera, con un rimontaggio intitolato Il meglio di Viva RaiPlay! - #iorestoacasasurai1, nell'ottica di colmare l'assenza di produzioni inedite, dato lo stravolgimento dei palinsesti televisivi a causa dell'emergenza COVID-19.
Successivamente, il programma è stato rimosso dal catalogo di RaiPlay e quindi non è più visibile né sulla televisione on demand né sulla televisione lineare.

## Puntate

### Rai 1
| Puntata | Messa in onda   | Ospiti | Sigla di apertura      | Ascolti        | Ascolti | Ascolti | Studio                               |
| Puntata | Messa in onda   | Ospiti | Sigla di apertura      | Telespettatori | Share   | Fonte   | Studio                               |
| ------- | --------------- | --- | ---------------------- | -------------- | ------- | ------- | ------------------------------------ |
| 1       | 4 novembre 2019 | Amadeus, Luca Barbarossa, Pippo Baudo, Giorgia, Calcutta, Raffaella Carrà, Achille Lauro, Marco Mengoni, Biagio Antonacci | Tale e quale show      | 6 532 000      | 25,08%  | [ 5 ]   | Sala B degli studi Rai Radio in Roma |
| 2       | 5 novembre 2019 | Tommaso Paradiso, Giorgia, Matthew Lee, Biagio Antonacci, Andrea Delogu                                                   | Ballando con le stelle | 6 310 000      | 23,76%  | [ 6 ]   | Sala B degli studi Rai Radio in Roma |
| 3       | 6 novembre 2019 | Marracash, Emma Marrone, Fabio De Luigi, Mika, Bruno Vespa                                                                | Domenica in            | 5 559 000      | 22,10%  | [ 7 ]   | Sala B degli studi Rai Radio in Roma |
| 4       | 7 novembre 2019 | Amadeus, Francesco Facchinetti, Mike Lennon, Ultimo, Paola Minaccioni, Giuliano Sangiorgi                                 | Che tempo che fa       | 5 625 000      | 22,32%  | [ 8 ]   | Sala B degli studi Rai Radio in Roma |
| 5       | 8 novembre 2019 | Virginia Raffaele, Fabio Rovazzi, Carlo Cracco, Elisa Maino, Luciano Spinelli, Coez, Biagio Antonacci                     | 90º minuto             | 5 352 000      | 21,60%  | [ 9 ]   | Sala B degli studi Rai Radio in Roma |

### RaiPlay
| Puntata | Messa in onda    | Ospiti                                                                                                   | Sigla di apertura                  | Studio                               |
| ------- | ---------------- | --- | ---------------------------------- | ------------------------------------ |
| 1       | 13 novembre 2019 | Amadeus, Biagio Antonacci, Nicola Savino, Paola Cortellesi, Meduza, Gabriele Muccino                     | Unomattina                         | Sala B degli studi Rai Radio in Roma |
| 2       | 14 novembre 2019 | Calcutta, Levante, Alessandro Borghese, Gabry Ponte                                                      | Ulisse - Il piacere della scoperta | Sala B degli studi Rai Radio in Roma |
| 3       | 15 novembre 2019 | Ermal Meta, Giuliano Sangiorgi, Luciano Spinelli, Mariano Sabatini, Gabriella Germani, Amadeus           | Superquark                         | Sala B degli studi Rai Radio in Roma |
| 4       | 20 novembre 2019 | Michelle Hunziker, Emma Marrone, Auroro Borealo, Amadeus, Rossella Fiamingo, Jovanotti                   | La prova del cuoco                 | Sala B degli studi Rai Radio in Roma |
| 5       | 21 novembre 2019 | Elisa Maino, Benji & Fede, Giorgia, Roberto Mancini, Francesca Fialdini                                  | La vita in diretta                 | Sala B degli studi Rai Radio in Roma |
| 6       | 22 novembre 2019 | Enzo Avitabile, Nek, Marquica, Alberto Matano                                                            | non presente                       | Sala B degli studi Rai Radio in Roma |
| 7       | 27 novembre 2019 | Tommaso Paradiso, Random, Anna Foglietta, Franca Leosini, Anna Safroncik, Maria Grazia Fontana, Dada Loi | Superquark                         | Sala B degli studi Rai Radio in Roma |
| 8       | 28 novembre 2019 | Angelo Pintus, Giovanni Boscariol, Daniela Ayala, Simone Di Pasquale, Nina Zilli, J-Ax, Emma D'Aquino    | Protestantesimo                    | Sala B degli studi Rai Radio in Roma |
| 9       | 29 novembre 2019 | Max Pezzali, Giorgia, Shade, Francesco Montanari, Giulia Dabalà, Fabio Fognini                           | Chi l'ha visto?                    | Sala B degli studi Rai Radio in Roma |
| 10      | 4 dicembre 2019  | Laura Chimenti, Luca Barbarossa, Simona Molinari, Carlo Conti, Aldo Vitali                               | Non è mai troppo tardi             | Sala B degli studi Rai Radio in Roma |
| 11      | 5 dicembre 2019  | Amadeus, Nicola Savino, Orchestraccia, Tosca                                                             | Portobello                         | Sala B degli studi Rai Radio in Roma |
| 12      | 6 dicembre 2019  | Paola Turci, Mara Venier, Achille Lauro, Capone & BungtBangt, Vanessa Scalera                            | Il Musichiere                      | Sala B degli studi Rai Radio in Roma |
| 13      | 11 dicembre 2019 | Tiziano Ferro, Simone Montedoro, Silvia Toffanin, Michele Bravi, Gigi Proietti                           | Lascia o raddoppia                 | Sala B degli studi Rai Radio in Roma |
| 14      | 12 dicembre 2019 | Serena Rossi, Il Volo, Danti, Giorgio Tirabassi, Fulminacci                                              | Canzonissima                       | Sala B degli studi Rai Radio in Roma |
| 15      | 13 dicembre 2019 | Checco Zalone, Maurizio Bousso, Mahmood, Marracash, Anna Tatangelo                                       | L'altra domenica                   | Sala B degli studi Rai Radio in Roma |
| 16      | 18 dicembre 2019 | Antonello Venditti, Francesco De Gregori, Gué Pequeno, Filo Vals, Enrico Mentana                         | Rischiatutto                       | Sala B degli studi Rai Radio in Roma |
| 17      | 19 dicembre 2019 | Brunori Sas, Malika Ayane, Gianluca Vacchi, Piero Angela, Matteo Garrone, Massimo Ceccherini             | (di nuovo) Tante scuse             | Sala B degli studi Rai Radio in Roma |
| 18      | 20 dicembre 2019 | Jovanotti, Giorgia, Francesco Giorgino, Gianluigi Quinzi, Vincenzo Mollica                               | Supergulp                          | Sala B degli studi Rai Radio in Roma |

#### Accoglienza
La prima puntata del 13 novembre ha generato oltre 850.000 visualizzazioni, numero record per la piattaforma.
In totale, nelle sei settimane di programmazione e di trasmissione in diretta streaming (dal 13 novembre al 20 dicembre 2019), il programma ha registrato un totale di circa 15 milioni di visualizzazioni.